# Annaheim
Anaheim es un meteorito metálico recuperado en 1916 en Canadá.

## Historia
El meteorito fue descubierto por un granjero, William Huiras, en su campo. Estaba relacionada con una bola de fuego reportada en el área en 1914.

## Clasificación
Se clasifica como una octaedrita media, del grupo IAB-sLL.

## Fragmento
Midiendo 30 centímetros por 15 centímetros, actualmente es retenido por la Colección Canadiense del Meteorito, en Ottawa.